# John Rich (Regisseur)
John Rich (* 6. Juli 1925; † 29. Januar 2012) war ein amerikanischer Fernsehregisseur und -produzent. Bekannt ist er vor allem für seine Arbeit für die Sitcom All in the Family in den 1970er Jahren, für die er mehrere Emmy-Nominierungen und -Prämierungen erhielt.

## Filmografie (Auswahl)
Als Regisseur
- 1957–69: Rauchende Colts
- 1961–63: The Dick Van Dyke Show
- 1963: Ach Liebling … nicht hier! (Wives and Lovers)
- 1963: Assistenzärzte (The New Interns)
- 1964: König der heißen Rhythmen (Roustabout)
- 1965: Boeing-Boeing
- 1966: Seemann, ahoi! (Easy Come, Easy Go)
- 1971–74: All in the Family
- 1974: Clarence Darrow
- 1980–82: Benson
- 1991–92: Vier unter einem Dach

Als Produzent
- 1972–74: All in the Family
- 1985–92: MacGyver